# Madrid (Filipinas)
Madrid es un municipio filipino de la provincia de Surigao del Sur. Según el censo de 2000 tiene 14,066 habitantes en 2,862 casas.
Como curiosidad, un anuncio publicitario del Metro de Madrid de 2007 se basó en la aventura en la capital española de un habitante del municipio filipino.
Forma parte del CarCanMadCarLan, agrupación de cinco municipios: Carrascal, Cantilán, Madrid, Carmen y Lanuza.

## Barangais
Madrid se divide administrativamente en 14 Barrios o barangais.
- Bagsac
- Bayogo
- Linibonan
- Magsaysay
- Manga
- Panayogon
- Patong Patong
- Quirino (Población)
- San Antonio
- San Juan
- San Roque
- San Vicente
- Songkit
- Unión

- Datos: Q155605

1. ↑  Worldpostalcodes.org, código postal n.º 8316.